# ポーラ・ワイショフ
ポーラ・ワイショフ（Paula Weishoff、1962年5月1日 - ）は、アメリカ合衆国の元女子バレーボール選手。

## 来歴
カリフォルニア大学サンディエゴ校在学中に米国代表に選ばれ、1981年ワールドカップに出場。彼女が同大会で披露した“ブロード攻撃”はその後世界主流のセンター攻撃となった。1982年世界選手権で銅メダル、1984年ロサンゼルスオリンピックでは銀メダルを獲得するなど中心選手として活躍。その後イタリア・セリエAでプレーをしていたが1990年に帰国し、米国代表に復帰。1992年バルセロナオリンピックに出場し銅メダルを獲得した。1994年にダイエーに移籍し、第1回（1994-95年）Vリーグでは殊勲賞とスパイク賞を獲得した。1996年アトランタオリンピックを最後に代表を引退。1997年の黒鷲旗に出場後、現役も引退した。1998年にバレーボール殿堂入りを果たす。
2010年のバレーボール世界選手権から、米国女子代表のトレーナーを務める。
2024年9月、リーグ・ワン・バレーボールのヒューストンのコーチ就任が発表された。

## 球歴
- オリンピック - 1984年（銀メダル）、1992年（銅メダル）、1996年（7位）
- 世界選手権 - 1982年（3位）、1986年（10位）
- ワールドカップ - 1981年（4位）、1991年（4位）、1995年（7位）
- ワールドグランプリ - 1995年（優勝）